# 冨江慎一郎
冨江 慎一郎（とみえ しんいちろう、1961年 - ）は日本のゲームクリエイター。スパイク・チュンソフト所属。

## 略歴
大学卒業後テクモに入社。サッカーを題材にしたゲームに携わる。その後チュンソフトに移籍し、風来のシレンシリーズのシナリオを一貫して手がける。
趣味はサッカーで、キャプテン翼やネットサルにはそのノウハウが存分に盛り込まれている。また、映画がんばれ!ベアーズに影響を受けたと語っており、特にディレクションまで担当した「風来のシレン2」や「ネットサル」に、その影響が顕著に感じられる。

## 作品
- テーカンワールドカップ：企画
- キャプテン翼：企画（共同）
- 風来のシレン：企画・シナリオ
  - 不思議のダンジョン 風来のシレンGB 月影村の怪物：企画・シナリオ
  - 不思議のダンジョン 風来のシレン2 鬼襲来!シレン城!：ディレクション・シナリオ・絵コンテ
  - 不思議のダンジョン 風来のシレンGB2 砂漠の魔城：シナリオ
  - 不思議のダンジョン 風来のシレン外伝 女剣士アスカ見参!：監修
  - 不思議のダンジョン 風来のシレンDS2 砂漠の魔城：シナリオ
  - 不思議のダンジョン 風来のシレン3 からくり屋敷の眠り姫：演出・監修
  - 不思議のダンジョン 風来のシレン4 神の眼と悪魔のヘソ：演出・監修
  - 不思議のダンジョン 風来のシレン5 フォーチュンタワーと運命のダイス：演出・監修
  - シレン・モンスターズ ネットサル：ディレクション、シナリオ
- ポケモン不思議のダンジョン 青の救助隊・赤の救助隊：シナリオ
  - ポケモン不思議のダンジョン 時の探検隊・闇の探検隊：シナリオ
  - ポケモン不思議のダンジョン マグナゲートと∞迷宮：シナリオ
  - ポケモン超不思議のダンジョン：シナリオ

## 関連記事
- ゲームクリエイター一覧